# Franziska Lechner
Franziska Lechner (Edling, Bavarska, 1. siječnja 1833. – Breitenfurt kraj Beča, Donja Austrija, 14. travnja 1894.) - njemačka redovnica, utemeljiteljica redovničke zajednice Kćeri Božje ljubavi, kandidatkinja za sveticu. 

## Životopis
Rodila se 1. siječnja 1833. u Edlingu kraj Wasserburga u Bavarskoj. Odrasla je u kršćanskoj obitelji i rano odlučila posvetiti život crkvi. Sa 16 godina, 1849., ušla je u Družbu Siromašnih školskih sestara naše Gospe u kojoj je bila dvanaest godina, nakon čega je izašla jer je mislila da je njezina karizma nešto drugo. Od 1865. djelovala je na institutu u Švicarskoj svećenika Johanna Fidela de Pozza. Osnovala je u Beču, na Gospino prikazanje, 21. studenoga 1868. redovničku zajednicu Kćeri Božje ljubavi. Za Družbu je preuzela pravila sv. Augustina. Od 1884. je godine Družba je papinskoga prava. Na poziv nadbiskupa vrhbosanskog, dr. Josipa Stadlera, došla je travnja 1882. godine. Iste godine poslala je časne sestre svoje redovničke zajednice u Sarajevo, 1882., gdje je na obližnjim Palama otvorila samostan Marijin dom.  U Sluzi Božjemu Josipu Stadleru našla je sugovornika koji je shvatio njenu karizmu. S. Franziska primila je Bosnu i Hercegovinu k srcu, jer je u njoj vidjela plodno mjesto. Toliko je zavoljela da je u nju došla 20 puta i u njoj šest podružnica Bečke provincije Božje providnosti.
U Sarajevu je 1882. osnovala Zavod sv. Josipa na Banjskom brijegu. Na Slatini u Sarajevu osnovala je ekonomiju Betanija. Park je oduzet, ali i danas nosi ime Betanija. U Tuzli je osnovala osnovnu školu 1883. iz koje je izrastao Zavod Kraljice sv. Krunice. 1884. je u Breškama kod Tuzle osnovala samostan Emaus i školu. Kod Tuzle je iste godine podigla samostan Josipovac s ekonomijom, danas usred grada. Godinu prije nego što je umrla, 1893., otvorila je Zavod sv. Augustina, današnju Srednju glazbenu školu u Stadlerovoj 1. 
Zamah njena rada nastavio se i poslije njene smrti: 1907. osnovan je samostan Antunovac na Ilidži s ekonomijom, 1911. na Palama samostan Marijin dom, 1939. samostan u Novom Sarajevu te 1940. samostan u Zavidovićima.

Kasnije su osnovale samostan i u Zagrebu, koji postoji i danas. Slogan s. Franziske bio je: „Činiti dobro, darivati radost, usrećivati i voditi u nebo”. Preminula je 14. travnja 1894. u Breitenfurtu kraj Beča.

## Štovanje
U Beču je 21. studenoga 2005. godine otvoren dijecezanski postupak za njezino proglašenje blaženom i svetom. Godine 2021. dijecezanski postupak je završen i svi dokumenti proslijeđeni su Kongregaciji za kauze blaženih i svetih u Rimu.

## Vanjske poveznice
Mrežna mjesta
- Utemeljiteljica Družbe, životopis na stranicama Družbe Kćeri Božje ljubavi
- Molitva za proglašenje blaženom  Arhivirana inačica izvorne stranice od 14. prosinca 2009. (Wayback Machine)